# Petra van Kleef
Petronella Grietje van Kleef; z d. van Staveren; znana jako Petra van Staveren (ur. 2 czerwca 1966 w Kampen) – holenderska pływaczka specjalizująca się w stylu klasycznym, głównie na dystansie 100 m stylem klasycznym. Mistrzyni olimpijska 1984 z Los Angeles.